# Dewas
Dewas fou un estat tributari protegit a l'Índia central, que va formar part de l'agència de Manpur generalment anomenada com subagència Bhil i després de l'agència de Malwa. L'estat estava formar per dues ciutats i 455 pobles. La seva economia era agrícola. Es va dividir en dues branques el 1728 conegudes com a Dewas Senior i Dewas Junior. El cap de la primera era conegut com a Baba Sahib i el de la segona com Dada Sahib; ambdós eren rajputs puars (o panwars) i descendents del maharajà de Dhar. Originalment eren rajputs purs però després es van casar amb princeses marathes i la sang es va barrejar.
La població a les estadístiques de 1881 era de 142.162 habitants en conjunt. La superfície conjunta era de 748,5 km². Hi havia 455 ciutats i pobles de les quals 448 tenien menys de 1000 habitants el 1881. El 1991 es dona com a superfície conjunta 2295 km².
El principat incloent Dewas, Sarangpur i altres comarques, fou concedit pel peshwa Baji Rai a Kaluji Puar. Aquest, junt als seus fills havia ajudat al peshwa Baji Rao I, i li va concedir diverses parganes (algunes les van conservar fins al 1948). A la mort d'aquest poc després, els dos fills Tukaji i Jivaji, amb iguals drets a la successió per haver participat en la campanya militar, es van repartir l'estat (1728). El 1818 els britànics van signar un tractat conjunt de protectorat com si fos un únic estat, amb Tukoji Rao II de la branca sènior i Anand Rao II de la junior, i els prínceps van quedar obligats a no contactar amb cap potència o sobira estranger i a aportar un contingent de tropes, obligació més tard (1836-1837) substituïda per un pagament en diners (3560 lliures o 28500 rúpies, pagades per meitat cada branca), però l'escull principal fou que havien d'actuar conjuntament i havien de governar els seus estats sota un únic ministre, arranjament que no va funcionar i aviat cada estat fou autoritzat a tenir el seu propi diwan o ministre. El 1828 els dos prínceps van cedir conjuntament la pargana de Bagand, que era un enclavament al districte de Nimar, als britànics. Els dos sobirans portaven el títol de raja i foren lleials el 1857. El 1862 van rebre sanads garantint l'adopció i salutació hereditària de 15 canonades (abans 10). El 1864 i el 1890 les dues branques van cedir els terrenys que se'ls va exigir per la construcció de línies fèrries. El 1881 les taxes del comerç de la sal foren eliminades i en compensació els prínceps van rebre una subvenció per una sola vegada cadascun d'ells. La resta de taxes per comerç, excepte les de l'opi, foren abolides el 1885.
La capital era Dewas (ciutat) que era compartida pels dos prínceps i altres territoris estaven parcel·lats o en indivisió entre ambdues branques. Excepte la pargana de Uilgaud, els dos principats estaven situats a l'altiplà de Malwa. Els rius principals eren el Chambal, el Sipra, i el Kali Sind. L'únic lloc d'interès arqueològic era Sarangpur, famosa com a capital de Baz Bahadur de Malwa. El llogaret de Nagda, a 5 km al sud de Dewas (ciutat) es diu que fou anteriorment la capital de la comarca i mostra signes d'haver estat un lloc important especialment amb figures jainistes i temples hindús a la rodalia.
Cada estat regia els seus afers de manera independent, però conjuntament s'administraven l'educació, medicina, concessions i taxes al comerç interior, i ferrocarrils (ambdós estats tenien cedits territoris per aquesta finalitat). Cap de les dues branques tenia moneda pròpia i la moneda de l'Índia Britànica estava en curs i havia estat declarada legal el 1895, però sobrecarregada amb les paraules "Dewas State" i les inicials SB o JB segons la branca. Els sobirans exercien plens poders civils, polítics i judicials, d'acord amb el tractat de 1818. Oficines de correus i telègrafs conjuntes existien a Dewas i Sarangpur, i branques a Alot, Padhana, Padlia, Ringnod, Barotha i Raghogarh. Hi havia (1901) 11 escoles conjuntes i 21 de la branca sènior i 20 de la branca junior.
La bandera era comuna a les dues branques, arranjada de manera similar a la del Nepal, tota vermella, amb un hanuman daurat ocupant la major part del drap.